# Yomira Pinzón
Yomira Tibisay Pinzón Ríos (* 23. August 1996 in Panama-Stadt) ist eine panamaische Fußballspielerin.

## Karriere

### Klub
Bis 2018 war sie bei SD Atlético Nacional aktiv. Im Jahr 2019 spielte sie dann beim Tauro FC und wechselte in diesem Jahr ebenfalls noch einmal weiter nach Spanien, wo sie noch einmal bis 2020 beim SD Pozoalbense spielte. Aktuell spielte sie beim CD Saprissa in Costa Rica.

### Nationalmannschaft
Bei der panamaischen A-Nationalmannschaft hatte sie ihr Debüt im Jahr 2017. Nach dem CONCACAF Women’s Gold Cup 2018 war sie mit beim internationalen Playoff um einen Startplatz bei der WM 2019 dabei. Hier unterlag sie mit ihrem Team aber im Hin- und Rückspiel gegen Argentinien.
Im Jahr 2020 war sie Teil der Mannschaft bei der Qualifikation für das Olympiaturnier 2020 und kam hier einmal zum Einsatz. Am Ende landete sie mit ihrem Mitspielerinnen nach drei Niederlagen auf dem letzten Platz ihrer Gruppe.
Ihre nächsten Einsätze bei einem großen Turnier sind dann von der CONCACAF W Championship 2022 bekannt, für welche sie sich mit ihren Mitspielerinnen wieder qualifizierte. Hier kam sie in zwei der Gruppenspiele zum Einsatz, schied jedoch mit ihrem Team dann nach der Vorrunde aus. Durch die Platzierung auf dem dritten Platz durfte die Mannschaft aber am Playoff-Turnier um einen Startplatz bei der Weltmeisterschaft 2023 teilnehmen. Hier schaffte es ihr Team schlussendlich dann auch sich für die WM zu qualifizieren.